# Om natten (Kayo)
Om natten är en sång framförd av Kayo och skriven av Orup. Den utgavs som singel den 7 april 1993. "Om natten" nådde fjärde plats på Svensktoppen och tionde plats på Trackslistan.